# 真宗北本願寺派
真宗北本願寺派（しんしゅうきたほんがんじは）は、浄土真宗の宗派の1つで、宗教法人法による宗教法人（包括宗教法人）である。

## 本山
本山は小樽市長橋2丁目にある「北本願寺」である。北本願寺は真宗高田派から分派した。そのため、西本願寺や東本願寺など本願寺各派とは無関係である。